# جیمز اگنیو
جیمز اگنیو (انگلیسی: James Agnew; ۱۷۱۹ – ۱۷۷۷ (۵۷−۵۸ سال)) فرد نظامی اهل پادشاهی بریتانیای کبیر بود.